# Knoydart
Knoydart (schottisch-gälisch Cnòideart) ist eine Halbinsel an der Westküste von Schottland. Sie gehört zur Council Area Highland. Bekannt ist die Halbinsel als „Schottlands letzte Wildnis“, da sie kaum bewohnt ist und die wenigen Ansiedlungen nur zu Fuß oder auf dem Seeweg erreicht werden können. Knoydart umfasst eine Fläche von rund 85 sqmi (square miles, entspricht etwa 220 km²).

## Lage
Knoydart liegt östlich des Sound of Sleat, der die Isle of Skye vom schottischen Festland trennt. Nach Norden und Süden wird Knoydart durch die Meeresarme Loch Hourn bzw. Loch Nevis begrenzt. Die einzige größere Ansiedlung ist Inverie an der Südküste der Halbinsel. Es gibt keine Straßenverbindung, die Halbinsel ist mit einer Fährverbindung von Mallaig nach Inverie erreichbar. Alternativ kann die Halbinsel zu Fuß erreicht werden. Von Kinloch Hourn am Ende einer von Invergarry ausgehenden schmalen Single track road durch das Glen Garry und entlang des  Nordufers von Loch Quoich sind es etwa 27 km unbeschilderter und teilweise wegeloser Fußmarsch. Lediglich entlang der Westküste rund um Inverie gibt es einige Kilometer befestigter Straßen und Wege ohne Verbindung zum übrigen britischen Straßennetz.

## Natur

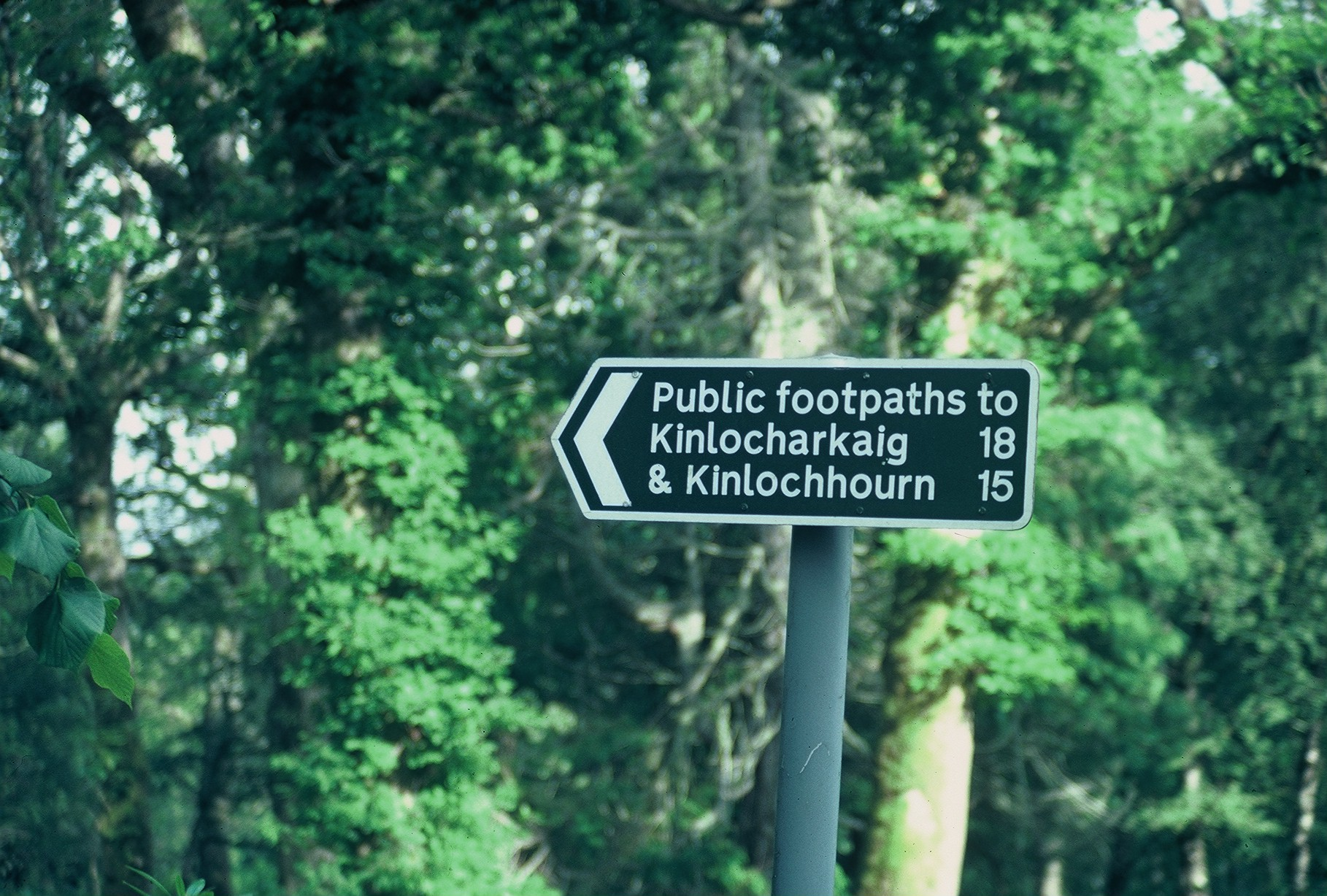
Wegweiser in Inverie

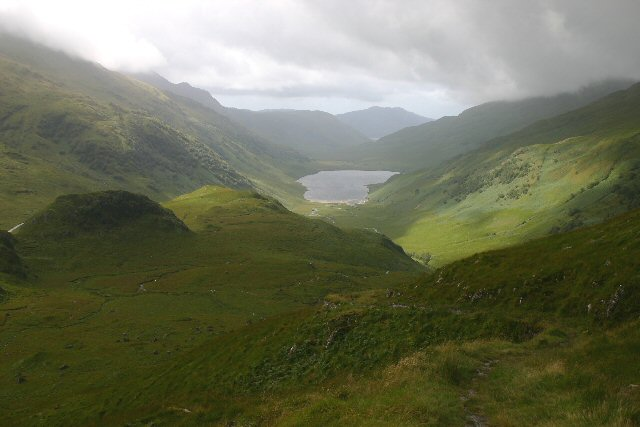
Blick vom Mam Barrisdale auf Loch an Dubh Lochain

Die Halbinsel ist durch Berge und weite Wald- und Heideflächen gekennzeichnet. Sie wird aufgrund ihrer Einsamkeit und schweren Zugänglichkeit auch als The Rough Bounds bezeichnet. Die höchste Erhebung ist der Sgùrr na Cìche mit 1040 m, der allerdings am östlichen Rand der Halbinsel liegt. Höchste Erhebung in der Mitte der Halbinsel ist der Ladhar Bheinn mit 1020 m. Weitere Munros sind der Luinne Bheinn (939 m) und der Meall Buidhe (946 m). Östlich von Inverie liegt mit dem Loch an Dubh Lochain das einzige größere Gewässer auf der Halbinsel.
Knoydart weist eine reiche Pflanzen- und Tierwelt auf. Es ist daher durch die Schottische Regierung als National Scenic Area eingestuft. Auf Knoydart leben über fünfzig Vogelarten, darunter Steinadler, Schneehühner und Austernfischer. Bekannt ist Knoydart für seine Rothirsche, daneben gehören Fischotter, Baummarder und Schneehasen zu den Tierarten, die auf der Halbinsel zu finden sind.
Der amerikanische Fernsehsender CNN International stufte Knoydart im März 2013 als eine der zehn „world's last great wilderness areas“ ein.

## Geschichte
Der Name Knoydart deutet auf eine frühe mittelalterliche Besiedelung durch norwegische Wikinger hin und bedeutet ungefähr Knuds Fjord. Im 12. Jahrhundert gehörte Knoydart zum Reich von Somerled, anschließend zum Einflussbereich der Lords of the Isles. Spätestens ab dem 15. Jahrhundert war die Halbinsel im Besitz des Clan Macdonald of Clanranald, einem Zweig des Clan MacDonald. Im 17. Jahrhundert ging der Besitz an den Clan MacDonnell of Glengarry, einen anderen Zweig der MacDonalds. Im Zuge der Highland Clearances wandelte Josephine MacDonnell, die damalige Besitzerin, die meisten Teile der Halbinsel in Land für die Schafzucht um. 1853 mussten die meisten damaligen Crofter ihre Heimat verlassen, viele wanderten nach Kanada und Australien aus.

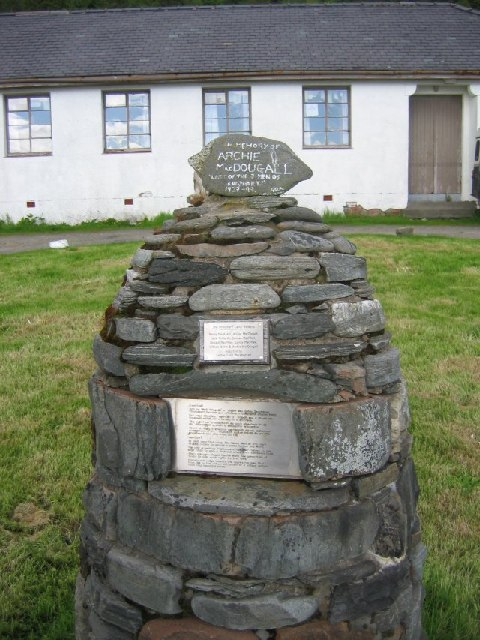
Gedenkstein für die Seven Men of Knoydart

1856 verkauften die MacDonnells Knoydart Estate, die damals fast die gesamte Halbinsel umfasste. In den nächsten Jahrzehnten wechselten die Besitzer mehrfach. In den 1930er Jahren erwarb Ronald Nall-Cain, 2. Baron Brocket, Großvater des britischen Playboys und Fernsehmoderators Charlie Brocket, den Besitz. Den Bewohnern gilt er bis heute aufgrund seiner Versuche, die Rechte der verbliebenen Crofter zugunsten von Schafzucht und Jagd zu beschneiden, als einer der berüchtigtsten Landbesitzer. Während des Zweiten Weltkriegs nutzte die British Army die entlegene Halbinsel für das Training von Commandos und Special forces.
Gegen Lord Brocket richtete sich auch nach dem Krieg 1948 der Versuch der Seven Men of Knoydart, sieben einheimischer Crofter, ungenutzte Teile der Knoydart Estate zu besetzen und landwirtschaftlich zu nutzen. Sie beriefen sich dabei auf ein Gesetz aus der Zeit nach dem Ersten Weltkrieg, das heimkehrenden Veteranen das Recht zusprach, ungenutztes Land zur landwirtschaftlichen Nutzung zu übernehmen. Trotz großer öffentlicher Unterstützung scheiterten die sieben Männer letztlich vor dem Court of Session, dem obersten schottischen Zivilgericht. Auch ein Appell an den Secretary of State for Scotland brachte keinen Erfolg. 1981 wurde in Inverie ein Gedenkstein für die sieben Männer aufgestellt.
Lord Brocket verkaufte den Besitz bald nach seinem juristischen Sieg. Zunächst wechselte der Besitz mehrfach, ab 1952 verblieb er aber für zwanzig Jahre bei der Familie Crosthwaite-Eyre. Diese verkaufte den Besitz 1972 an die Familie Chamberlayne-Macdonald. Beide Familien bemühten sich um die Verbesserung der lokalen Infrastruktur, in dieser Zeit erhielt Inverie erstmals Stromversorgung und einen neuen Pier. Ebenso wurde das Wegenetz ausgebaut. 1983 scheiterten aufgrund öffentlicher Kritik Pläne des britischen Verteidigungsministeriums, Teile der Halbinsel als Bombenabwurfplatz zu nutzen. Im gleichen Jahr übernahm Philip Rhodes, ein Geschäftsmann aus Surrey, die Estate. Er begann bald damit, Teile des Besitzes zu verkaufen. Knoydart Estate schrumpfte schrittweise von 58.000 auf 18.000 Acres. Auch ein Teil der Bewohner erwarb die bislang von ihnen genutzten Häuser und Landstücke. 1993 wurde der verbliebene Besitz an Reg Brearley, einen Geschäftsmann aus Dundee verkauft. Er wollte die Halbinsel als Trainingscamp für vernachlässigte Jugendliche nutzen, erhielt aber dafür keine Genehmigung. Nach zwei weiteren kurzfristigen Besitzerwechseln stand die Estate als Konkursmasse erneut zum Verkauf.
Die Einwohner gründeten schließlich 1997 die Knoydart Foundation und erwarben im März 1999 den Besitz, der etwas weniger als die westliche Hälfte der Halbinsel umfasst. Partner in der Foundation sind neben den lokalen Bewohnern das Highland Council, Kilchoan estate, der John Muir-Trust und der Chris Brasher-Trust. Die Bewohner versuchen seitdem, ihren Besitz behutsam zu entwickeln. Ziel der Foundation ist die Bewahrung und Erhaltung von Knoydart als Wohnstätte und gleichzeitig der Naturschönheiten, der Tierwelt sowie der natürlichen Ressourcen. Haupteinnahmequelle der Foundation ist die Jagd. Die Bewohner leben vom Tourismus sowie der Land- und Forstwirtschaft. Der östliche Teil von Knoydart gehört zu großen Teilen zur Barisdale Estate.
Das zehnjährige Bestehen wurde 2009 mit verschiedenen Veranstaltungen gefeiert, unter anderem mit einem Musikfestival und einer Lesung von Ian McEwan.

## Bevölkerung

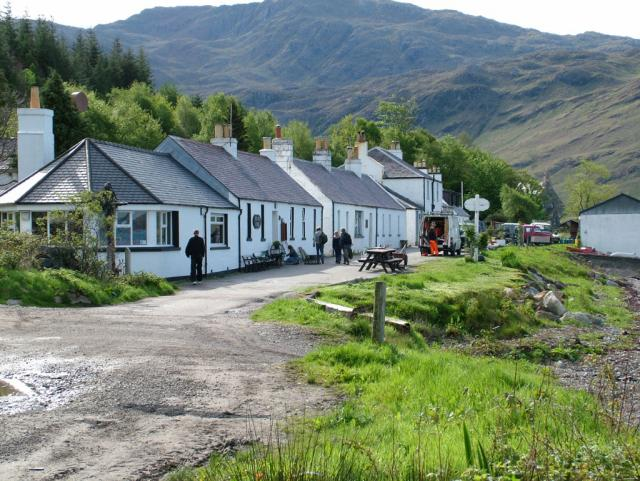
Inverie

Knoydart war bis zu den Highland Clearances wesentlich dichter als heute besiedelt. Im Jahr 1853 vertrieben die damaligen Besitzer der Knoydart Estate die meisten der damals etwa 2000 Einwohner der Halbinsel. Es verblieben nur wenige Einwohner.
1991 hatte die Halbinsel nur mehr 60 Einwohner. Bereits zehn Jahre später waren es 98 Einwohner in 37 Haushalten. 23,4 % der Bewohner waren nicht in Schottland geboren. Bis 2011 wuchs die Bevölkerungszahl auf über 150 Einwohner an, gegenüber dem letzten Zensus ein Zuwachs von gut 55 %.

## Infrastruktur

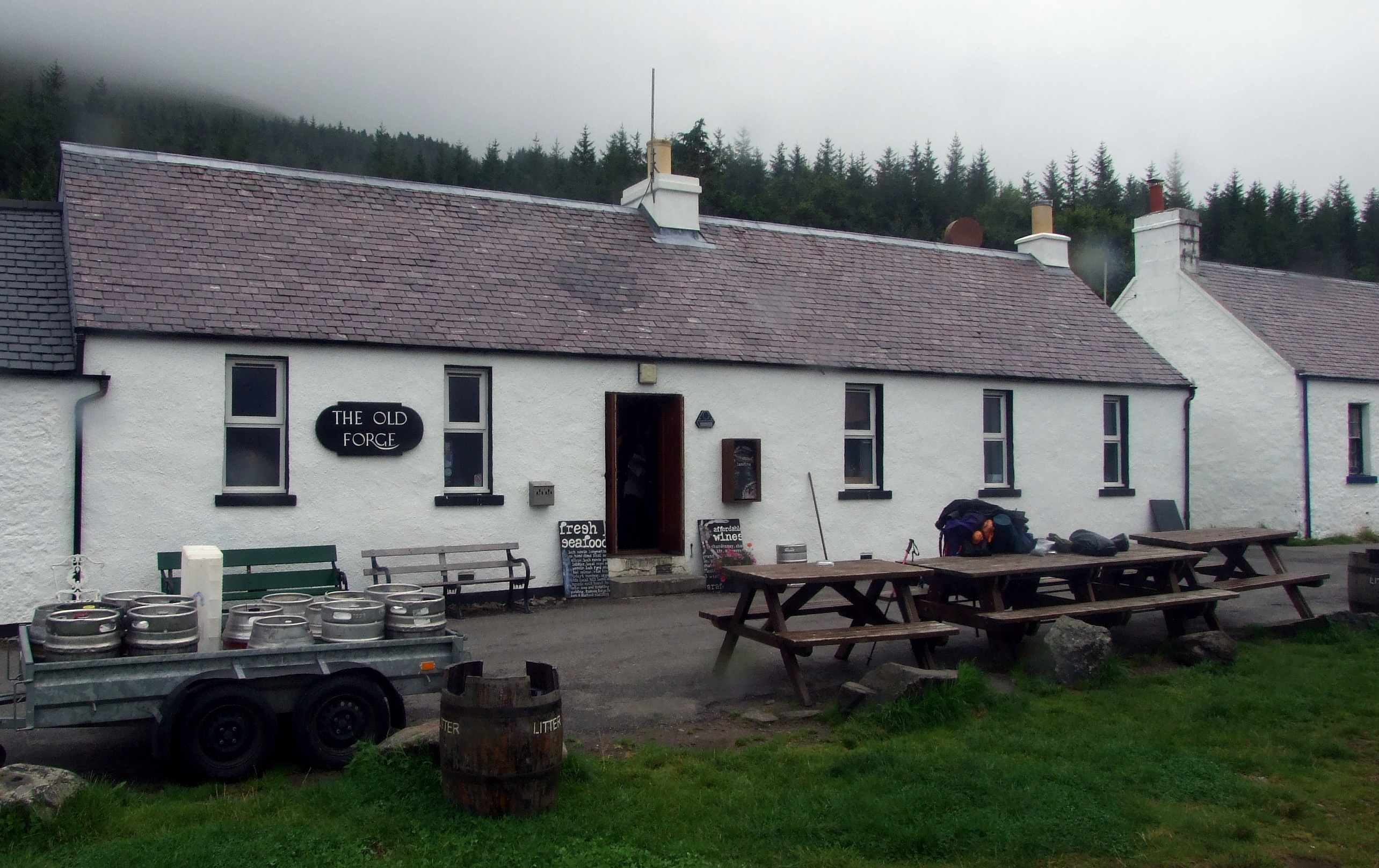
„The Old Forge“, der einzige Pub auf Knoydart

In Inverie gibt es eine Primary School, ein Postamt, eine Kirche und einen Pub. Die nächsten Einkaufsmöglichkeiten sind in Mallaig zu finden. Für Übernachtungen stehen einige Bed and Breakfasts, ein Campingplatz und Selbstversorgerhütten zur Verfügung.